# Oligopogon nitidus
Oligopogon nitidus är en tvåvingeart som beskrevs av Efflatoun 1937. Oligopogon nitidus ingår i släktet Oligopogon och familjen rovflugor. Inga underarter finns listade i Catalogue of Life.